# Tony Lochhead
Tony Lochhead est un footballeur international néo-zélandais né le 12 janvier 1982 à Tauranga. Il joue au poste d'arrière gauche.

## Carrière
Tony Lochhead joue de 2001 à 2004 pour l'Université de Californie à Santa Barbara aux États-Unis. En 2005 il est repêché dans la Major League Soccer par le Revolution de la Nouvelle-Angleterre au troisième tour. En 2007 son équipe remporte la Coupe des États-Unis. À la fin de cette saison il part pour le Wellington Phoenix FC, dans son pays natal où il obtient un rôle plus important au sein de la défense.
Il devient international néo-zélandais le 12 octobre 2003 lors du match amical perdu 3-0 contre l'Iran. Il a fait partie de l'équipe de Nouvelle-Zélande à la Coupe des Confédérations 2009 et participera à la Coupe du monde de 2010.
Le 22 janvier 2014 Lochhead signe avec le Chivas USA.